# Championnat de Suède des rallyes
Le championnat de Suède des rallyes ou SM i Tillförlitlighet (SM i rally) fut appelé Scandiatrofén durant les années 1950. La première édition eut lieu en 1952, avec pour lauréat le propre père de Harry Källström.

## Palmarès
| Année | Groupe                                  | Groupe                                    | Groupe                                          | Groupe                                  |
| Année | Groupe A                                | Groupe "a"                                | Groupe N                                        | Groupe "n"                              |
| ----- | --------------------------------------- | ----------------------------------------- | ----------------------------------------------- | --------------------------------------- |
| 2003  | Andréas Eriksson (Ford Focus WRC)       | Per-Gunnar Andersson (Renault Clio S1600) | Stig-Olov Walfridsson (Mitsubishi Lancer Evo 7) | Tobias Lindström (Volkswagen Polo 16V)  |
| 2002  | Mats Jonsson (Ford Escort WRC)          | Stefan Jonsson (Seat Ibiza GTI 16V)       | Stig-Olov Walfridsson (Mitsubishi Lancer Evo 6) | Tobias Söderqvist (Volkswagen Polo 16V) |
| 2001  |                                         | Per Svan (Opel Astra Kit Car)             | Kenneth Bäcklund (Mitsubishi Lancer Evo 6)      | Roger Andersson (Volkswagen Polo 16V)   |
| 2000  |                                         | Jonas Kruse (Renault Mégane Maxi)         | Kenneth Bäcklund (Mitsubishi Lancer Evo 6)      | Patric Carlsson (Peugeot 306 S16)       |
| 1999  |                                         | Per Svan (Opel Astra GSI 16V)             | Stig-Olov Walfridsson (Mitsubishi Lancer Evo)   | Gert Blomquist (Peugeot 306 S16)        |
| 1998  | Mats Jonsson (Ford Escort RS Cosworth)  | Anders Nilsson (Ford Escort RS 2000)      | Stig-Olov Walfridsson (Mitsubishi Lancer Evo 4) | Patric Carlsson (Opel Astra GSI 16V)    |
| 1997  | Tomas Jansson (Toyota Celica GT-Four)   | Per Svan (Opel Astra GSI 16V)             | Kenneth Bäcklund (Mitsubishi Lancer Evo 3)      | Joakim Rånby (Opel Astra GSI 16V)       |
| 1996  | Thomas Rådström (Toyota Celica GT-Four) |                                           | Stig-Olov Walfridsson (Mitsubishi Lancer Evo 3) |                                         |

### Années 1950
Classement général:
| Année | Podium | Podium                              | Podium | Podium | Podium |
| Année | Pos.   | Pilote                              |        |        |        |
| ----- | ------ | ----------------------------------- | ------ | ------ | ------ |
| 1959  | 1      | Harry Källström (Volkswagen)        |        |        |        |
| 1959  | 2      | Berndt Jansson (Volkswagen)         |        |        |        |
| 1959  | 3      | Carl Magnus Skogh (Saab)            |        |        |        |
|       |        |                                     |        |        |        |
| 1958  | 1      | Berndt Jansson (Volkswagen)         |        |        |        |
| 1958  | 2      | Carl Magnus Skogh (Saab)            |        |        |        |
| 1958  | 3      | Arne Wernersson (Volkswagen/Saab)   |        |        |        |
|       |        |                                     |        |        |        |
| 1957  | 1      | Alrik Stenström (Volkswagen)        |        |        |        |
| 1957  | 2      | Berndt Jansson (Volkswagen)         |        |        |        |
| 1957  | 3      | Carl Magnus Skogh (Saab)            |        |        |        |
|       |        |                                     |        |        |        |
| 1956  | 1      | Carl-Gunnar Hammarlund (Volkswagen) |        |        |        |
| 1956  | 2      | Berndt Jansson (Volkswagen)         |        |        |        |
| 1956  | 3      | Olle Persson (Volkswagen)           |        |        |        |
|       |        |                                     |        |        |        |
| 1955  | 1      | Carl-Gunnar Hammarlund (Volkswagen) |        |        |        |
| 1955  | 2      | Olle Persson (Volkswagen)           |        |        |        |
| 1955  | 3      | Åke Åhrberg (Volkswagen)            |        |        |        |
|       |        |                                     |        |        |        |
| 1954  | 1      | Gunnar Nilsson (Fiat)               |        |        |        |
| 1954  | 2      | Allan Borgefors (Volkswagen)        |        |        |        |
| 1954  | 3      | Gunnar Källström (Volkswagen)       |        |        |        |
|       |        |                                     |        |        |        |
| 1953  | 1      | Rolf Mellde (Saab)                  |        |        |        |
| 1953  | 2      | Gunnar Källström (Volkswagen)       |        |        |        |
| 1953  | 3      | Olle Persson (Volkswagen)           |        |        |        |
|       |        |                                     |        |        |        |
| 1952  | 1      | Gunnar Källström (Volkswagen)       |        |        |        |
| 1952  | 2      | Lars Pettersson (Saab)              |        |        |        |
| 1952  | 3      | Helmut Fahlén (Saab)                |        |        |        |
|       |        |                                     |        |        |        |

### Champions de Suède notables
- Gunnar Källström: 1952, 2e 1953, 3e 1954;
- Carl-Gunnar Hammarlund: 1955 et 1956, 1959 à 1962 (Gr.);
- Carl-Magnus Skogh: 1956 (Gr., ex aequo avec E.Carlsson), 2e 1958, 3e 1957 et 1959 (et deux titres de Champion nordique de scandinavie);
- Erik Carlsson: 1956 (Gr., ex aequo avec C-M.Skogh);
- Harry Källström: 1959 et 1964 (ainsi qu'à deux autres éditions);
- Tom Trana: 1960 et 1961 (Tourisme classe 1600), 2e Tourisme en 1959, 2e en 1965;
- Björn Waldegård: 1967;
- Lillebror Nasenius: 1968;
- Stig Blomqvist: 1971 (classe R), 1971 (Gr.2 ou classe T), 1973, 1974, 1975, 1976, 1978, 1980, 1982 et 1994, 2e 1970 et 1985;
- Per Eklund: 1978 (et deux titres de Champion de Norvège d'hiver Gr.N, en 1969 et 1971);
- Thomas Rådström: 1996 (Gr.A);
- Stig-Olov Walfridsson: 1996, 1998, 1999, 2002 et 2003 (le tout en Gr.N);
- Kenneth Bäcklund: 1997, 2000 et 2001 (le tout en Gr.N);
- Pier Svan: 1997, 1999 et 2001 (Gr.a);
- Patrick Carlsson: 1998 et 2000 (Gr.n);
- Mats Jonsson: 1998 et 2002 (Gr.A);
- Per-Gunnar Andersson: 2003 (Gr.a);
- Patrik Sandell: 2004 (Jr.), 2005 (Gr.N3);
  - Freddy Kottulinsky: 2e 1962.

(nb: à date identique (1956 et 1978), le groupe ou la classe éventuels ne sont pas précisés)